# منتون (کالیفرنیا)
منتون (به انگلیسی: Mentone) یک منطقهٔ مسکونی در ایالات متحده آمریکا است که در شهرستان سن برناردینو، کالیفرنیا واقع شده‌است. منتون ۱۶٫۱۴۶ کیلومتر مربع مساحت و ۸٬۷۲۰ نفر جمعیت دارد و ۵۰۳ متر بالاتر از سطح دریا واقع شده‌است.